# Каролинский замок
Каролинский замок (бел. Каралінскі замак) размещался в Каролине,  предместье Пинска.
Основан великим маршалком ВКЛ князем Яном Каролем Дольским, который в 1690 г. получил от Сейма землю около Пинска. Там им было построено предместье Каролин, замок, который имел как военную, так и репрезентативную функции, а напротив него – костёл св. Карла Борромея.
Замок построен в новоитальянской фортификационной системе, прямоугольный в плане, имел размеры 76 м на 38  м на 46 м на 76 м. Два южных бастиона выходили на реку Припять и имели небольшие размеры. Перед замком шёл ров шириной до 9 м с подъёмным мостом. На детинце стоял дворец владельца замка.
После смерти Я.К. Дольского замок перешёл по наследству князьям Вишневецким.  Замок разрушен в 1706 г. войсками шведского короля Карла XII. К началу XX в. сохранились руины замка. До наших дней уцелел подземный ход, по которому можно выйти на бастионы.

## На рисунках Наполеона Орды

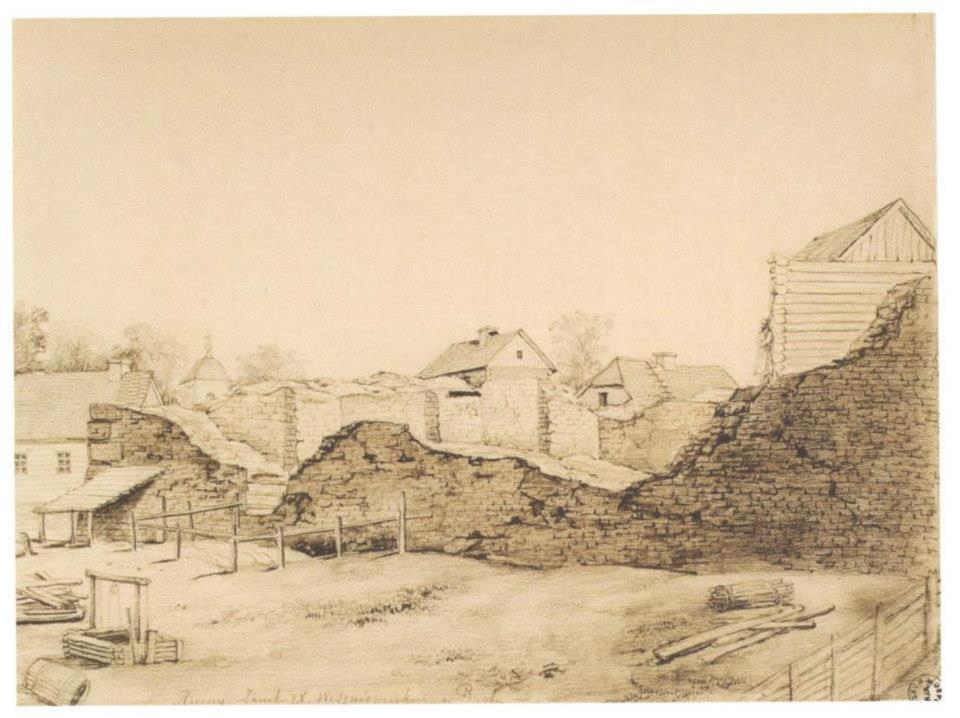
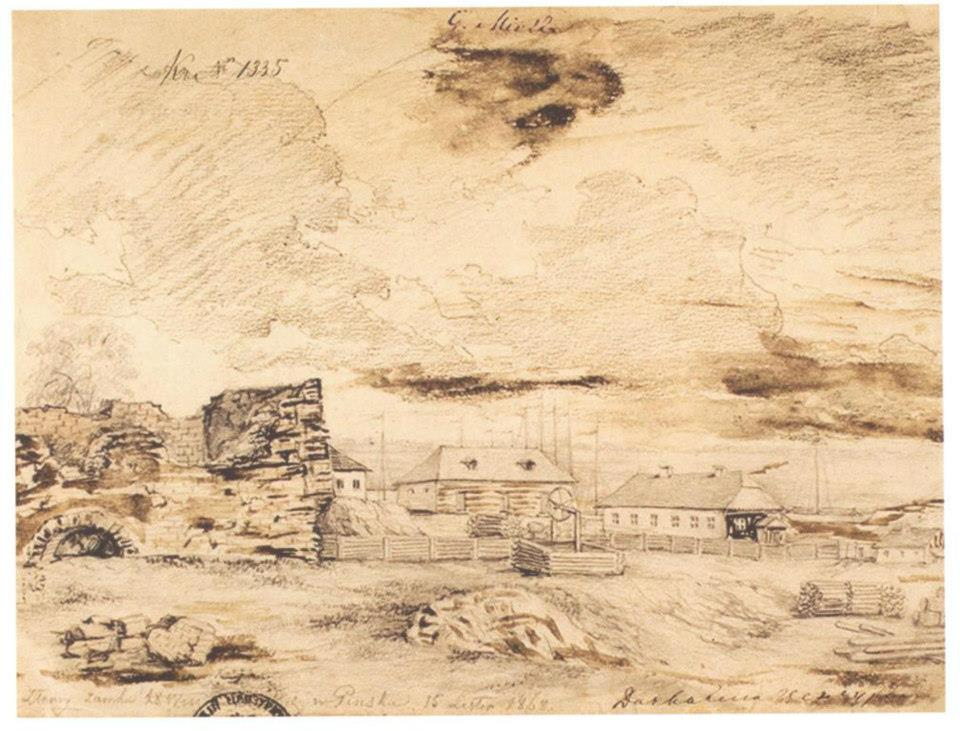
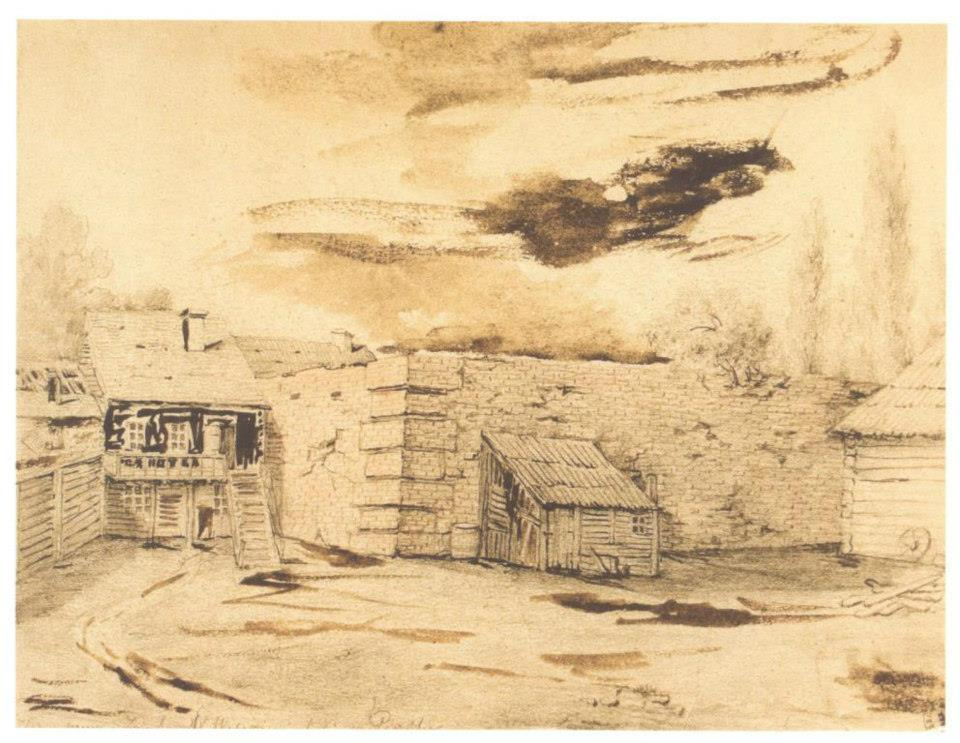